# کامینا گورا
کامینا گورا (به لاتین: Kamienna Góra) یک منطقهٔ مسکونی در لهستان است که در شهرستان کامینا گورا واقع شده‌است. کامینا گورا ۱۷٫۹۷ کیلومتر مربع مساحت و ۲۱٬۴۴۰ نفر جمعیت دارد.

## خواهرخوانده
شهرهای بیترفلد-ولفن، ولفلبوتل، ایانگورود، بارسلوس، ویرزون، تروتنو و بخش هیبی خواهرخوانده‌های کامینا گورا هستند.

## نگارخانه

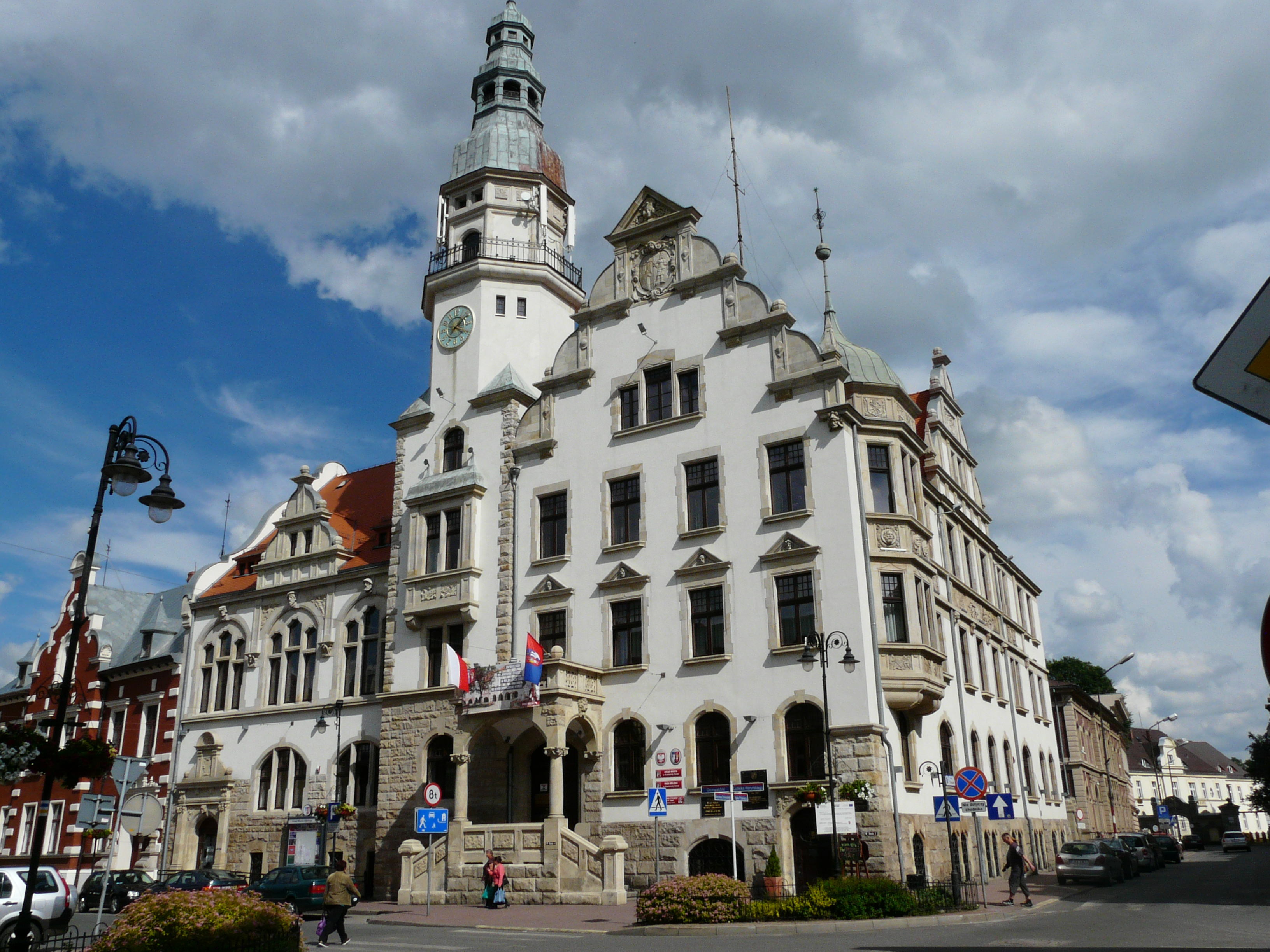
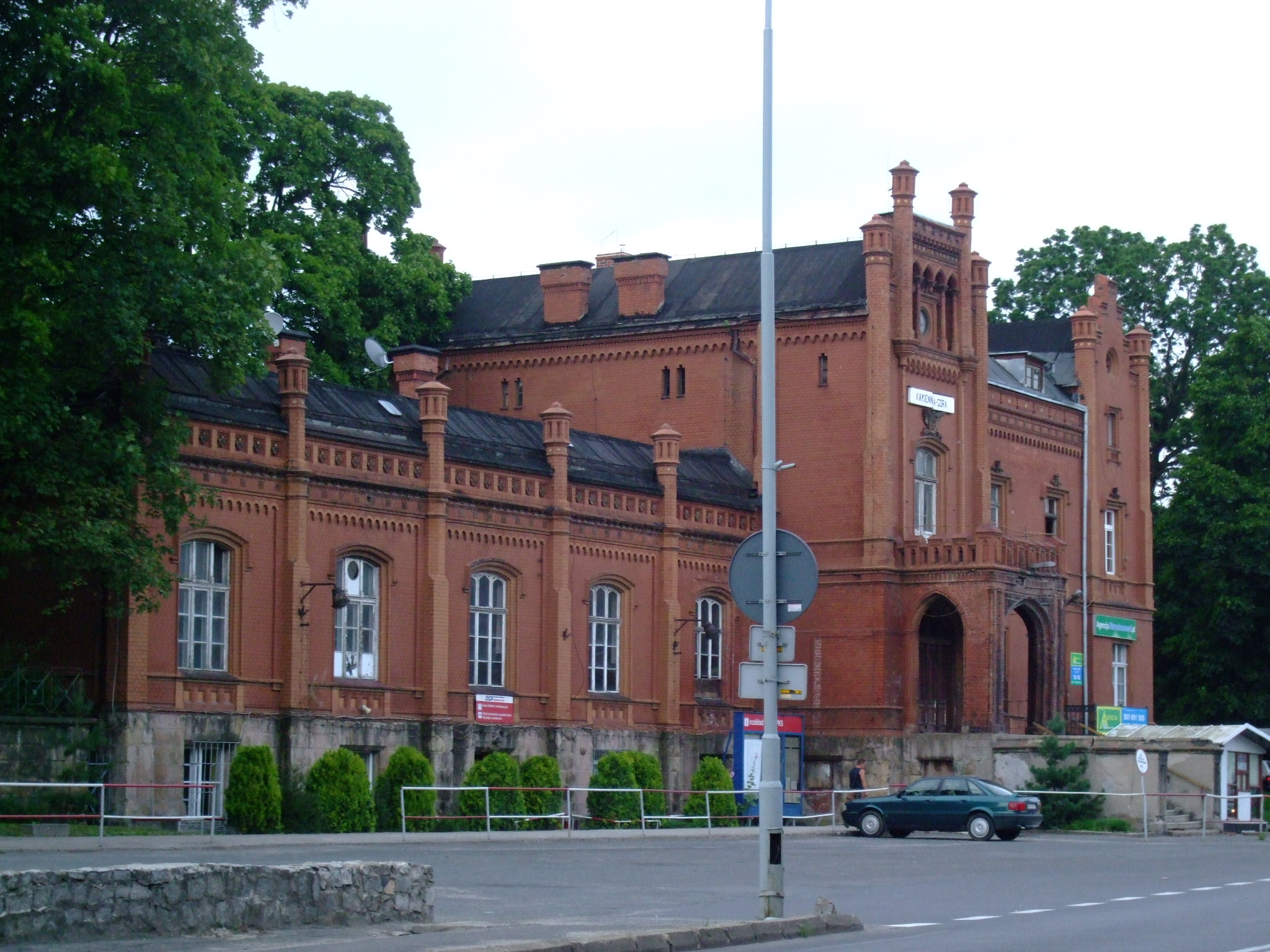
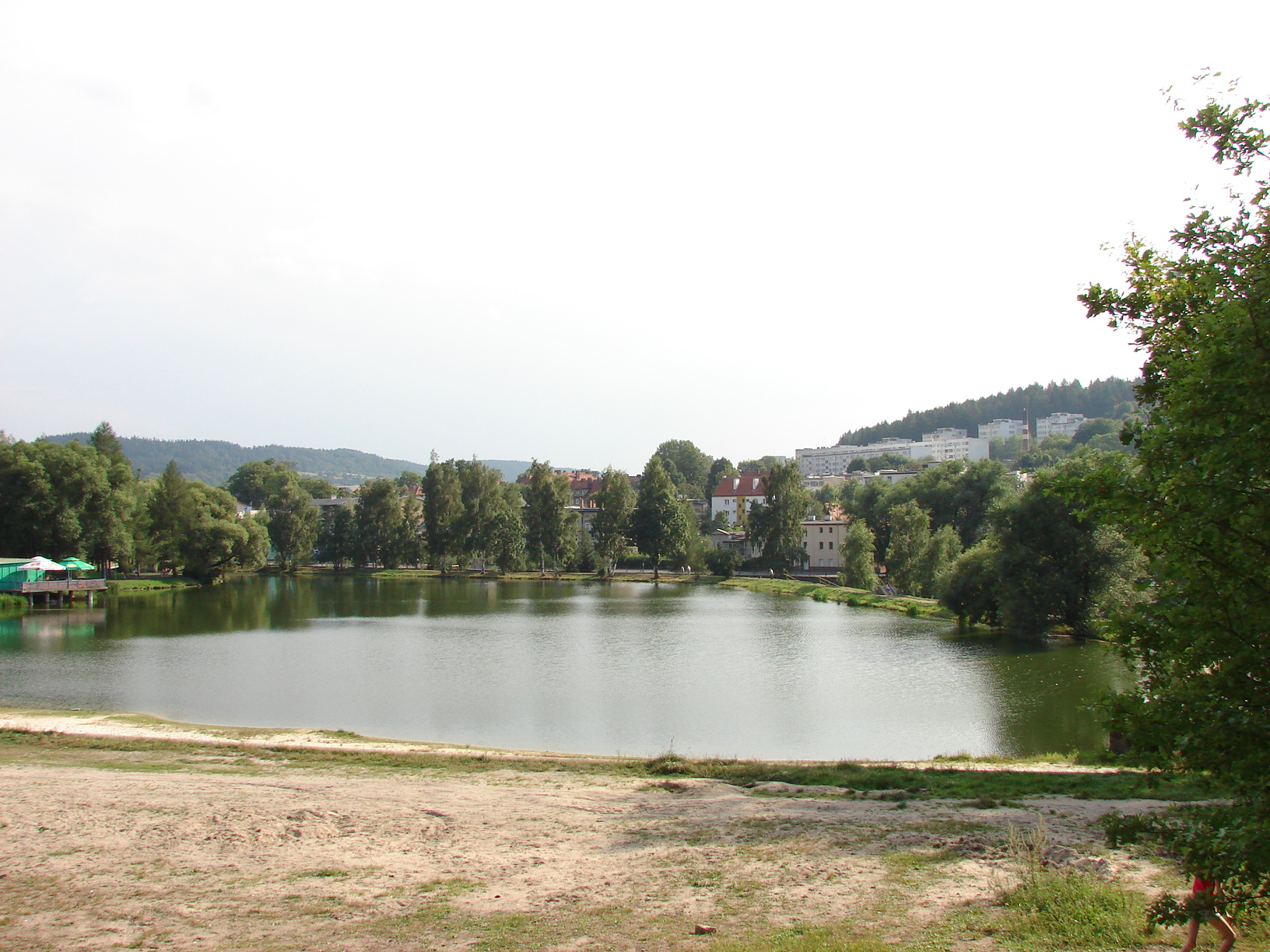
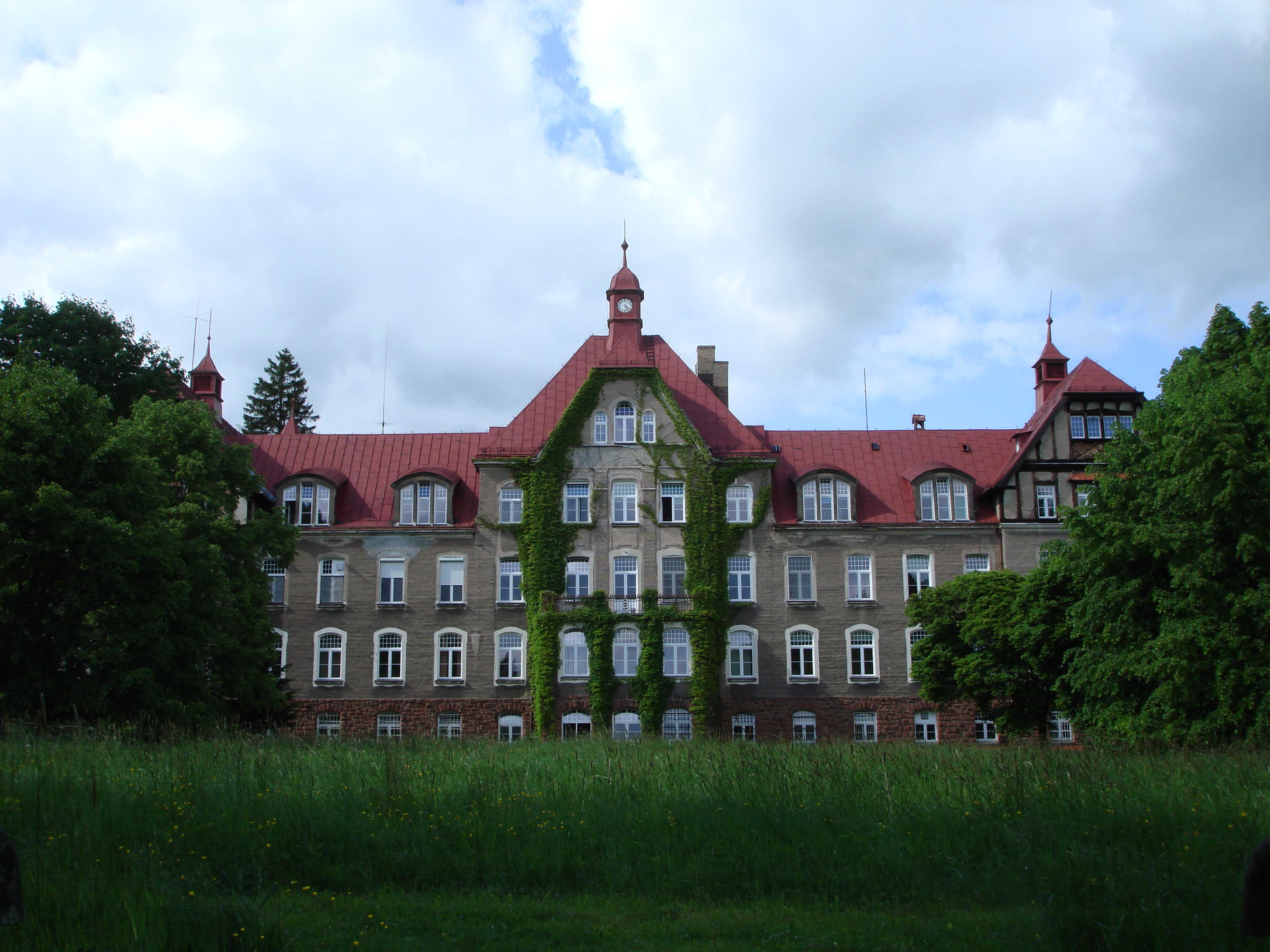
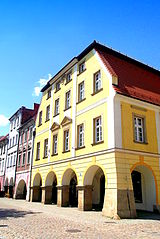
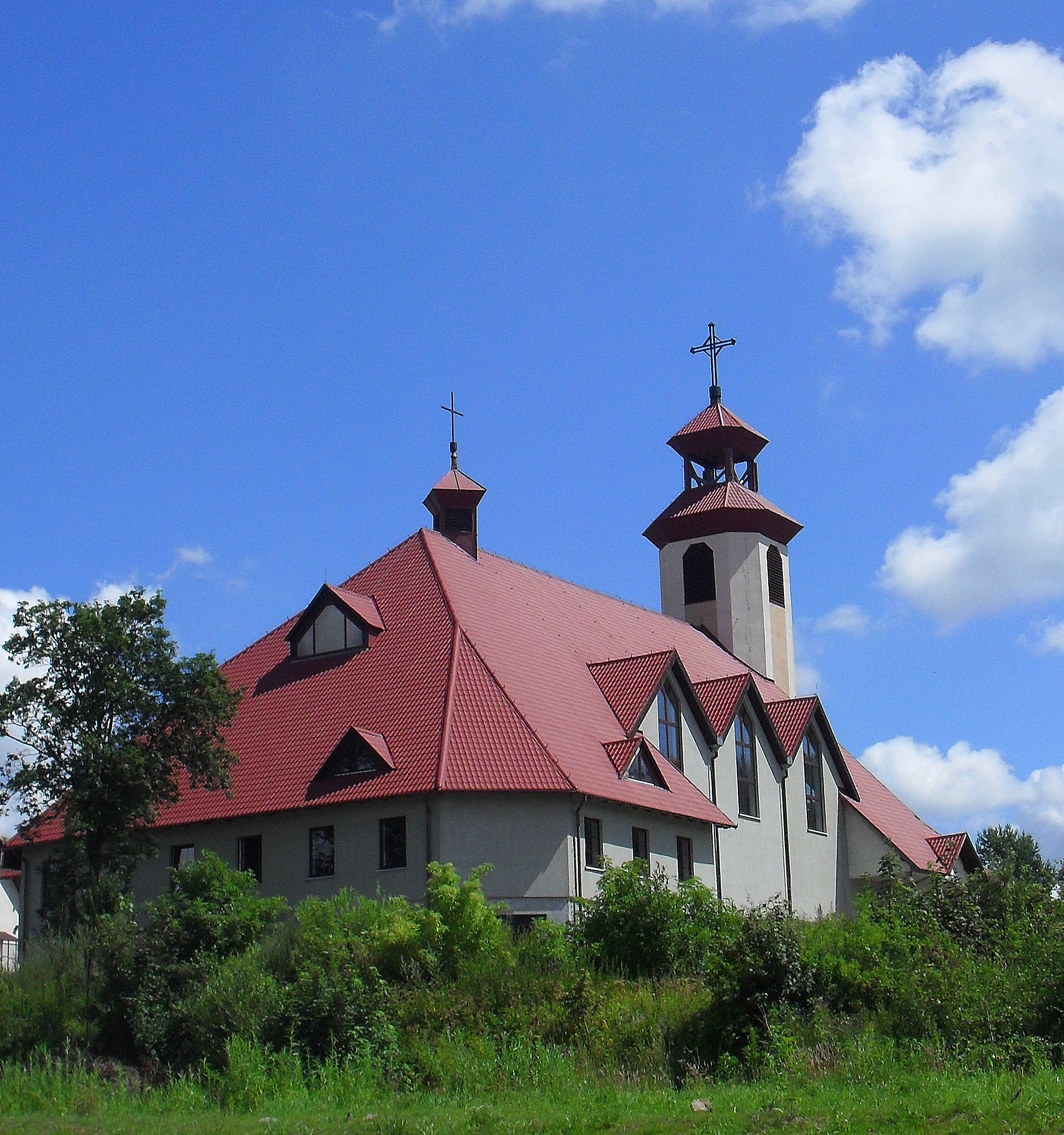
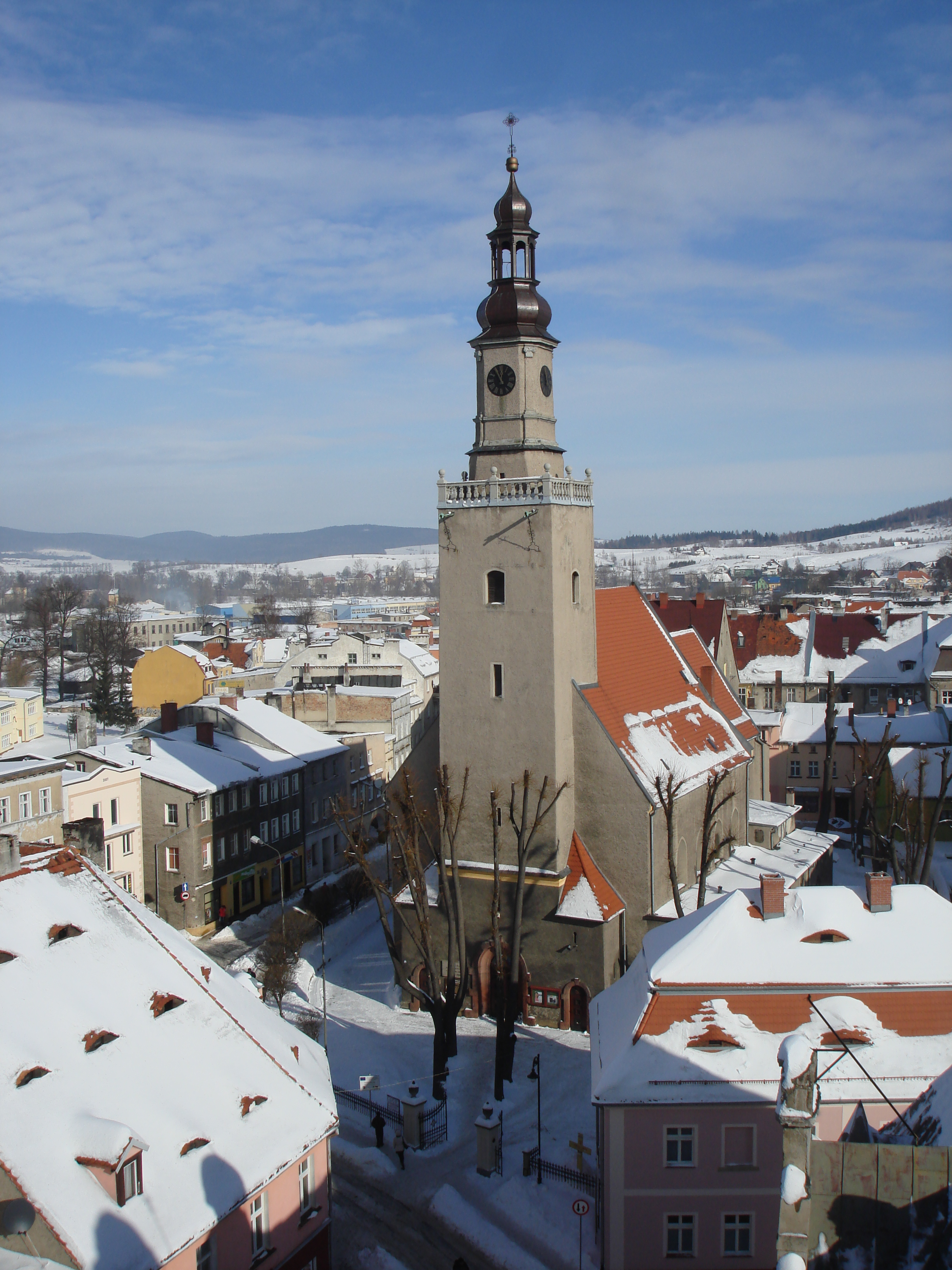
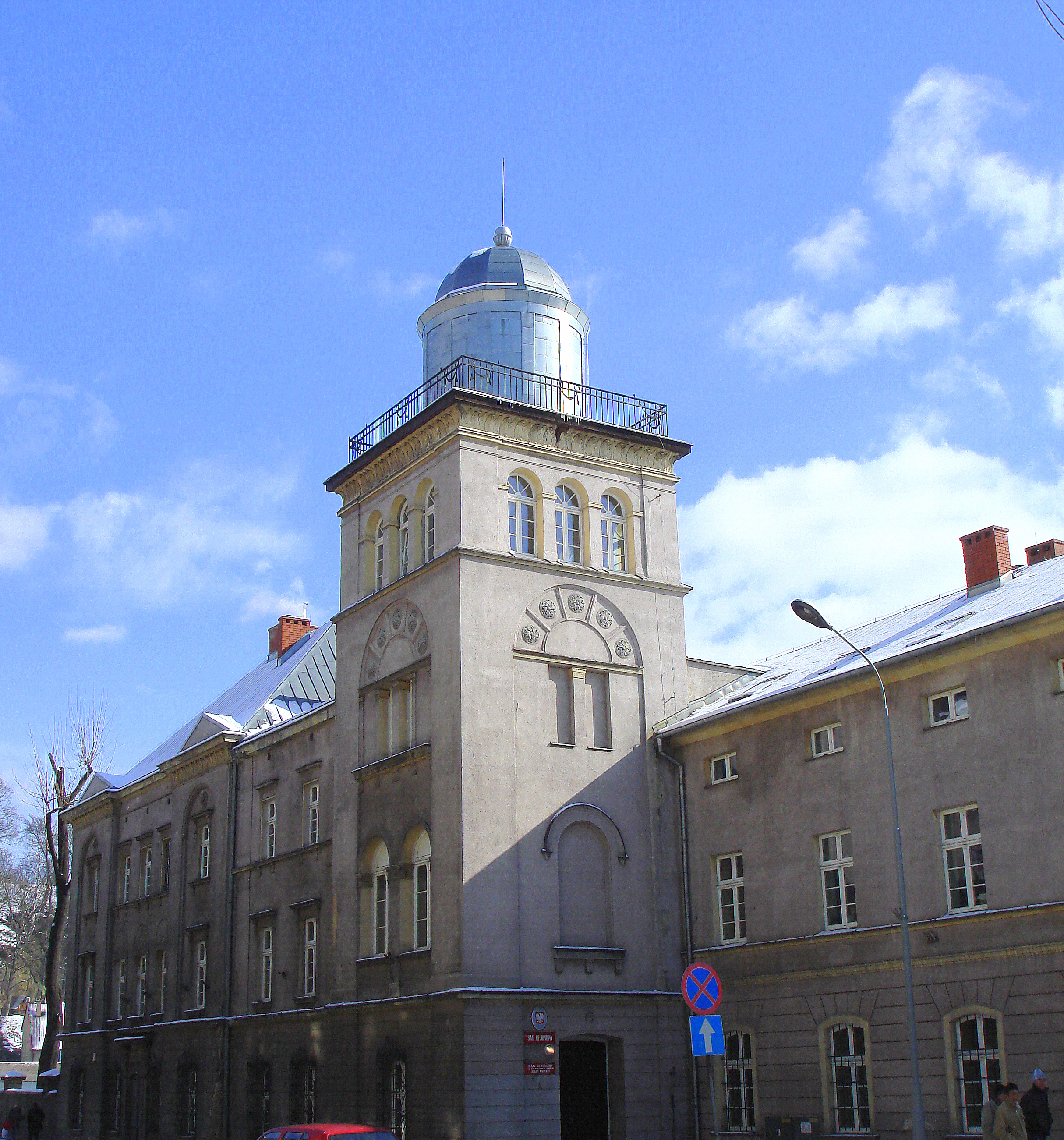
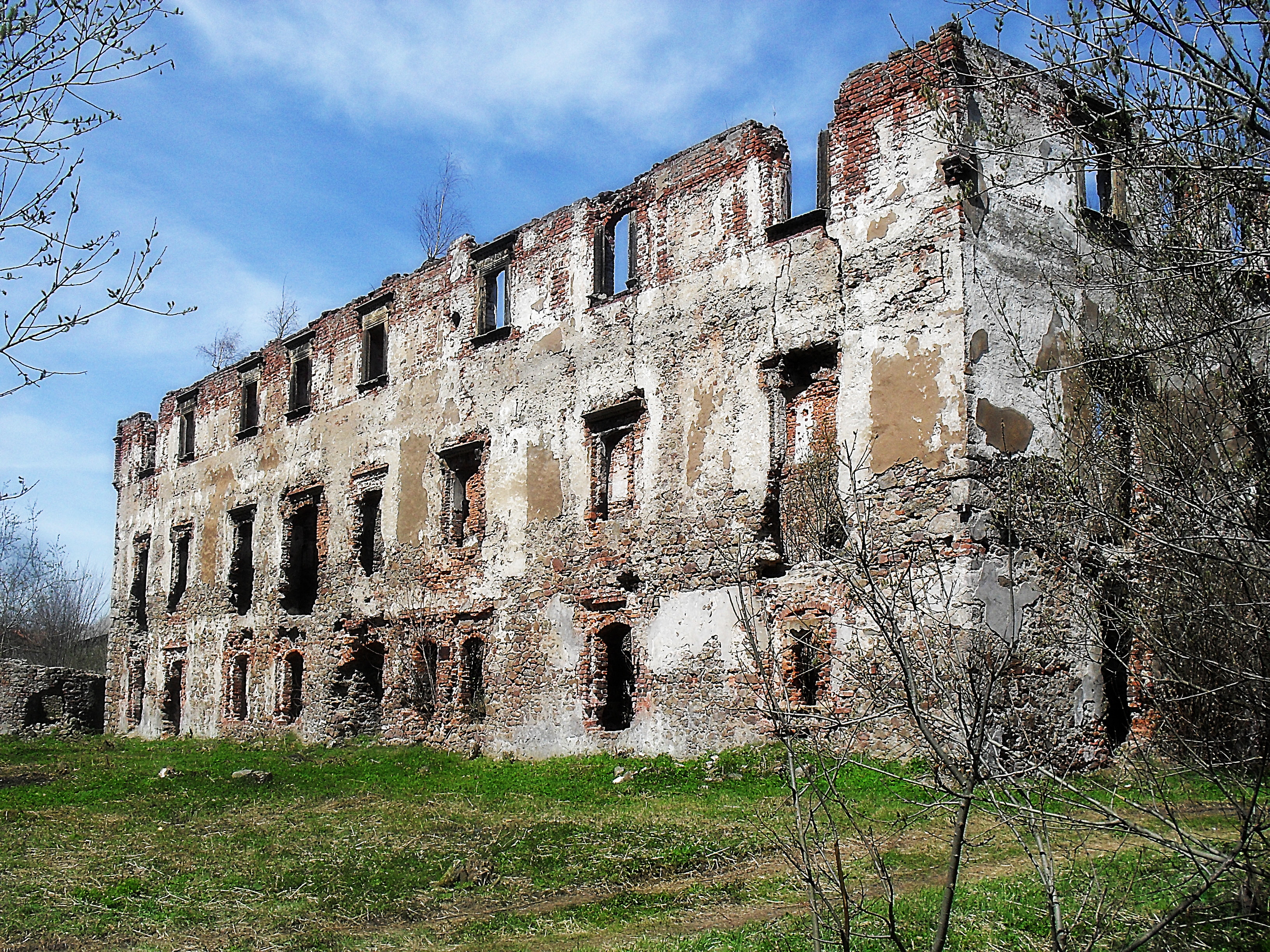
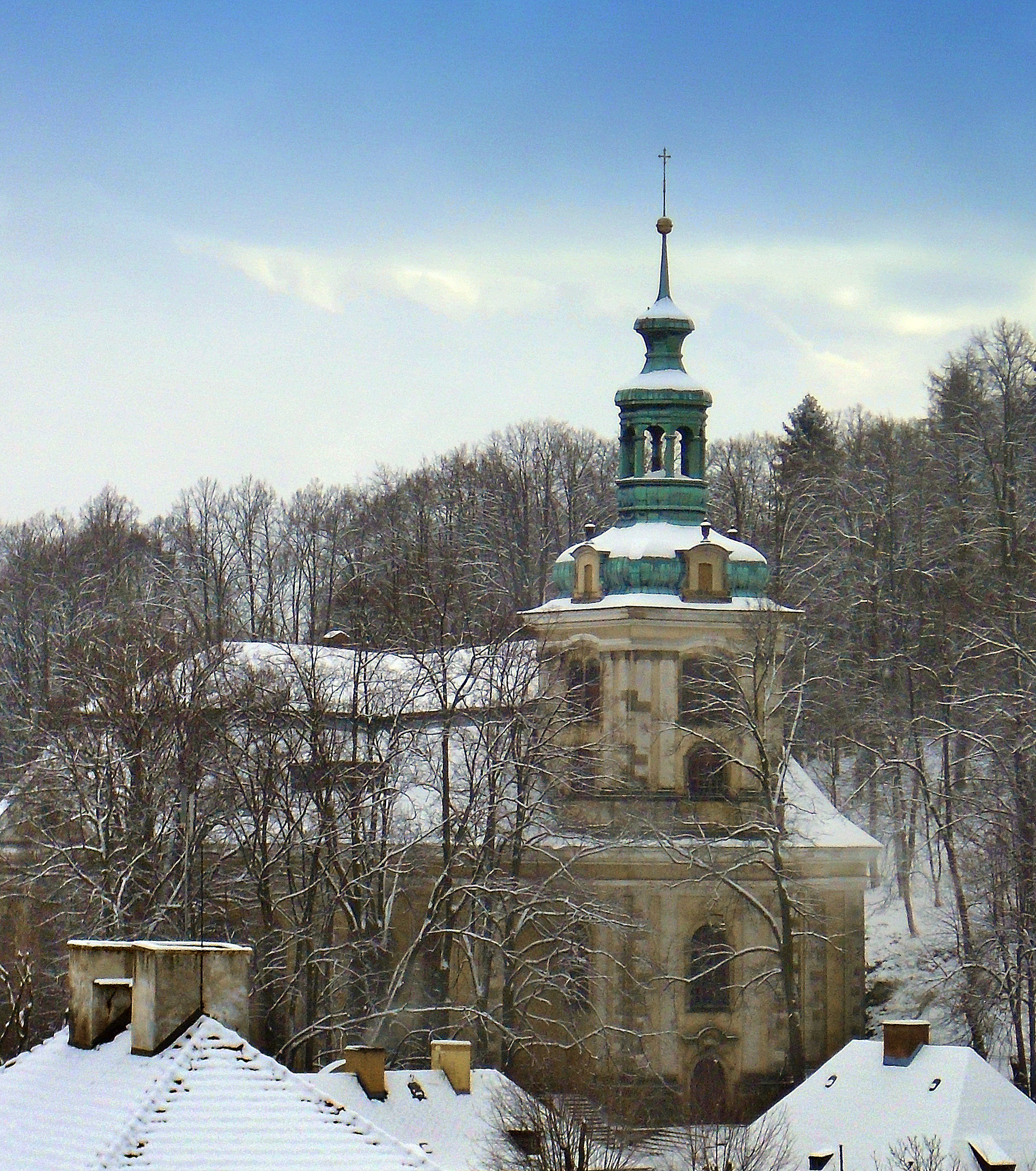
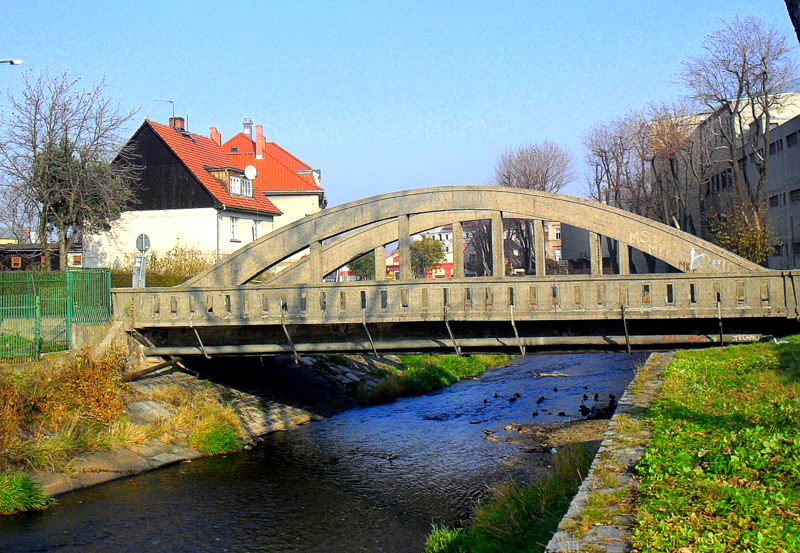